# Вернер Ранк
Вернер Карл Отто Леопольд Ранк (нім. Werner Karl Otto Leopold Ranck; 25 жовтня 1904, Гамбург — 7 грудня 1989, Гамбург) — німецький штабний офіцер і воєначальник, генерал-лейтенант вермахту. Кавалер Лицарського хреста Залізного хреста.

## Біографія
Син будівельного директора Отто Ранка і його дружини Луїзи, уродженої фон Вернер. 1 квітня 1924 року вступив в 6-й (прусський) артилерійський полк в Міндені. З 1 жовтня 1931 по 30 червня 1933 року навчався в артилерійському училищі Ютербога. З 1 жовтня 1934 року — командир 5-ї батареї артилерійського полку «Мюнстер», з 15 жовтня 1935 року — 3-ї батареї 16-го артилерійського полку в Мюнстері. З 6 жовтня 1936 по 10 листопада 1938 року навчався у військовій академії в Берліні, після чого служив в Генштабі 10-го армійського корпусу.
З 1 вересня 1939 року — 2-й офіцер Генштабу 10-го військового округу. З 25 вересня 1939 року — 1-й офіцер (начальник оперативного відділу) Генштабу 93-ї, з 5 лютого 1940 року — 15-ї піхотної дивізії. З 15 січня 1941 року — 3-й офіцер Генштабу 11-ї армії. 1 травня 1942 року відправлений в резерв. З 25 червня 1942 року — 1-й офіцер Генштабу 290-ї піхотної дивізії. 20 жовтня 1943 року знову відправлений в резерв. З 15 грудня 1943 року — начальник Генштабу 10-го армійського корпусу. 5 лютого 1944 року знову відправлений в резерв. З 25 травня 1944 року — командир 366-го гренадерського полку, з 1 серпня 1944 року — 121-ї, з 1 травня 1945 року — 218-ї піхотної дивізії. 9 травня 1945 року взятий в полон радянськими військами. 4 грудня 1949 року засуджений до 25 років таборів. 10 жовтня 1955 року звільнений.

## Звання
- Фанен-юнкер (1 липня 1925)
- Фенріх (1 вересня 1926)
- Фенріх шаблі (1 серпня 1927)
- Лейтенант (1 грудня 1927)
- Оберлейтенант (1 серпня 1930)
- Гауптман (1 травня 1935)
- Майор (1 жовтня 1940)
- Оберстлейтенант (1 квітня 1942)
- Оберст (20 квітня 1943)
- Генерал-майор (1 жовтня 1944)
- Генерал-лейтенант (20 квітня 1945)

## Нагороди
- Медаль «За вислугу років у Вермахті» 4-го і 3-го класу (12 років)
- Залізний хрест 2-го і 1-го класу
- Орден Корони Румунії, командорський хрест з мечами (9 серпня 1941)
- Медаль «За зимову кампанію на Сході 1941/42»
- Німецький хрест в золоті (10 лютого 1944)
- Відзначений у Вермахтберіхт (21 вересня 1944)
- Почесна застібка на орденську стрічку для Сухопутних військ (15 жовтня 1944)
- Лицарський хрест Залізного хреста (2 березня 1945)